# مارك روتان
مارك روتان (بالإنجليزية: Mark Rudan)‏ (27 أغسطس 1975 في سيدني في أستراليا – )؛ هو لاعب كرة قدم كان يلعب كمدافع.

## وصلات خارجية
- مارك روتان على موقع الاتحاد الدولي (مؤرشف)  (الإنجليزية)
- مارك روتان على موقع رابطة كرة القدم اليابانية للمحترفين (اليابانية)
- مارك روتان على موقع قاعدة بيانات كرة القدم.إي يو (الإنجليزية)
- مارك روتان على موقع Soccerway.com (الإنجليزية)
- مارك روتان على موقع عالم كرة القدم.نت (الإنجليزية)